# Пітер Ваверу
Пітер Камаку Ваверу (англ. Peter Kamaku Waweru, нар. 27 травня 1982) — кенійський футбольний арбітр. Поза футболом працює викладачем в Університеті сільського господарства і технологій Джомо Кеньятти.

## Кар'єра
Працював на таких міжнародних змаганнях :
- Молодіжний кубок африканських націй 2019 (1 матч)
- Кубок африканських націй  2019 (1 матч)
- Кубок африканських націй 2021[3]